# Will Estes
William Estes Nipper (Los Angeles, Califórnia, 21 de outubro de 1978) é um ator norte-americano.

## Prêmios e Indicações
| Prêmios | Prêmios   | Prêmios             | Prêmios                                             | Prêmios        |
| Ano     | Resultado | Premiação           | Categoria                                           | Título         |
| ------- | --------- | ------------------- | --------------------------------------------------- | -------------- |
| 1990    | Indicado  | Young Artist Awards | Melhor Ator Jovem                                   | The New Lassie |
| 1991    | Indicado  | Young Artist Awards | Melhor Ator Jovem                                   | The New Lassie |
| 1992    | Indicado  | Young Artist Awards | Melhor Ator Jovem                                   | The New Lassie |
| 1996    | Indicado  | Young Artist Awards | Melhor Performance de Jovem Ator - Série de Comédia | Kirk           |